# Oliva trencada
Oliva trencada és un grup de música palmesà integrat per Michael Mesquida (bateria i veus), Jordi Vidal (teclats i sintetitzadors), Kiko Barrenengoa (baix) i Pep Toni Ferrer (guitarra i veus).

## Cronologia
Originat com a projecte paral·lel a un altre grup, Nova Ternura, Pep Toni Ferrer va concebir Oliva trencada com un retorn a les arrels mallorquines: el seu primer disc, La música de la calma, es publicà el 2006; del segon, Lluneta del pagès (Fonart, 2008), totes ses cançons són poemes de Maria Antònia Salvà musicats per Ferrer amb la col·laboració de Jordi Vidal, Michael Mesquida, Floren Orts i Víctor Dorado; produït per Xisco Albéniz, a punt estigueren d'enregistrar-lo a la Llapassa, lloc d'inspiració de na Salvà; l'edició inclou el llibre de poemes homònim i un DVD en directe.
El 2010 actuaren al BAM! junt amb Anímic, el Petit de Cal Eril i Espaldamaceta, alhora que anunciaven la gravació imminent d'un tercer disc intitulat Coral Bistuer en honor de la taekwondista homònima, amb un vessant més humorístic.
Seguidors confesos del Club Esportiu Atlètic Balears, en la portada del seu darrer disc (Orsai!!, 2013) apareix una de les torres d'il·luminació de l'Estadi Balear: en el disc col·labora Tomeu Penya en la cançó "Doctor en Vilafranca" i Joe Crepúsculo en "C/Robocop"; el so d'Orsai!! —en referència a offside, fora de joc en anglès— és més guitarrer i elèctric que el dels anteriors.
Després de dos anys sabàtics durant els quals actuà amb altres grups com Zulu Zulu, Ferrer reaparaegué com a Oliva trencada el 2018, a instàncies del promotor del cicle Folk You! Tomeu Gomila i de Paula Forteza Gamundi, amb la qual havia col·laborat en Nebulah: Ferrer i Forteza, acompanyats pels músics d'Aucell Cantaire, actuaren a la Sala Petita del Teatre Principal (Palma) amb un repertori centrat en Lluneta del pagès i cançons noves d'inspiració oriental.

## Discografia
- La música de la calma

| • Lluneta del pagès (2008) |
| --- |
| (FonArt) 1. El bé de l'aigua 2. no-ni-nó 3. Casa pagesa 4. Les Flors Cauen 5. Enigma 6. Rodes 7. Lluneta de pagès 8. Glosa 9. El pi ver 10. Xeremies llunyanes 11. Quietud 12. L'abella |

| • Perleta negra (2011) |
| --- |
| (LaCasaCalba) 1. Ja no es veu jugar als al·lots (04:15) 2. Cançó de s'eriçó (03:04) 3. Xoriguer mayday (free) 03:18) 4. Cansión triste de Pere Garau (03:45) 5. Bitxicletes Bronson (02:55) 6. Em fa mal SPEED (03:23) 7. Café Olé (04:19) 8. Xoriguer ETT (02:49) 9. Jimbo de la notxe (03:23) 10. Mercahome (02:17) 11. Mrs. Meteorita (03:02) |

| • Orsai! (2013) |
| --- |
| (DiscMedi Blau) 1. Doctor en Vilafranca (3:48) 2. Palam 2024 (2:38) 3. L'estat Newton (2:39) 4. Encuentros en el 3r Costitx (3:23) 5. Carrer Robocop (3:11) 6. Sucre de Sócrates (3:43) 7. Benvinguts a Selva (3:00) 8. Balearicos en remojo (3:12) 9. Petanca perifèrica (3:37) 10. Corrupció en Elm és trist (4:06) 11. Al·lèrgies Santillana (3:05) |